# Crystal Castles
Crystal Castles (укр. «Кришталеві замки») — канадський експериментальний електронний гурт, заснований у 2006 році в Торонто автором пісень і продюсером Ітаном Кетом та вокалісткою Еліс Ґласс, яка згодом покинула гурт і була замінена Едіт Френсіс. 
Ґласс оголосила про свій вихід з гурту у жовтні 2014 року, посилаючись на особисті та професійні причини. Три роки по тому, під час туру на підтримку четвертого альбому «Amnesty (I)», Ґласс звинуватила Кет у сексуальному насильстві під час її перебування у Crystal Castles, що призвело до скасування решти виступів. З тих пір Crystal Castles фактично зупинив свою діяльність, не надаючи жодних оновлень щодо нового матеріалу або виступів після звинувачень.

## Історія

### Формування гурту
Ітан Кет (уроджений Клаудіо Пальмієрі) зустрів Еліс Ґласс (уроджену Маргарет Осборн) у Торонто, Онтаріо, коли їй було 15, а йому 25. Кет вже здобув деяку популярність на музичній сцені Торонто, виступаючи на місцевому телебаченні зі своєю попередньою групою Kïll Cheerleadër. Через кілька років Кет попросив Ґласс записати вокал до композицій, над якими він працював з 2003 року. Результатом співпраці став трек «Alice Practice», який залишався неопублікованим півроку.
Після публікації в Інтернеті цей трек привернув увагу, і дует вирішив переформатуватися для офіційного релізу. Пара разом обрала свої сценічні псевдоніми, а назву Crystal Castles взяли з рядка мультфільму «Непереможна принцеса Ши-Ра»: «Доля світу в безпеці в Кришталевих замках».
Трек «Alice Practice» став першим лімітованим вініловим релізом гурту у 2006 році.

### Початок концертної діяльності
18 березня 2008 року лейбл Lies Records зібрав більшість вінілових синглів і випустив їх на CD та 12-дюймовому вінілі для дебютного однойменного альбому під назвою Crystal Castles, разом з багатьма раніше невиданими треками і трьома піснями, записаними для збірки. Як заявляв Кет, деякі з треків, включаючи «XXZXCUZX ME», були навмисно створені для того, щоб бути гротескними. Цей однойменний дебютний альбом увійшов до списку «100 найкращих альбомів десятиліття» за версією NME під номером 39.
Crystal Castles гастролювали і виступали на численних фестивалях по всьому світу на підтримку альбому, зокрема ірландський Oxegen Festival, All Points West Music & Arts Festival в Нью-Джерсі, Coachella Valley and Music Festival в Індіо, Каліфорнія, Heineken Open'er Festival в Польщі, а також фестивалі в Редінгу і Лідсі в Англії. Гурт став хедлайнером туру журналу Vice по Великій Британії в листопаді 2007 року, а також туру журналу NME New Noise по Великій Британії в 2008 році.
Crystal Castles виступили на фестивалі в Гластонбері у червні 2008 року, де витівки Ґласс на сцені, включаючи лазіння по такелажу і стрибки у воду зі сцени, призвели до того, що організатори скоротили їхній виступ. Crystal Castles відіграли п'ять концертів з Nine Inch Nails у серпні 2008 року. Гурт також зіграв на Connect 2008 і фестивалі Iceland Airwaves. На Геловін вони відіграли концерт у Лос-Анджелесі, під час якого Еліс Ґласс розбила барабанну установку.
У липні 2009 року підтримали Blur на першому з двох концертів у Гайд-парку в Лондоні. Вони також виступали на фестивалі музики і мистецтв Bonnaroo у Манчестері, штат Теннессі, у 2009 році.

### Crystal Castles (II)

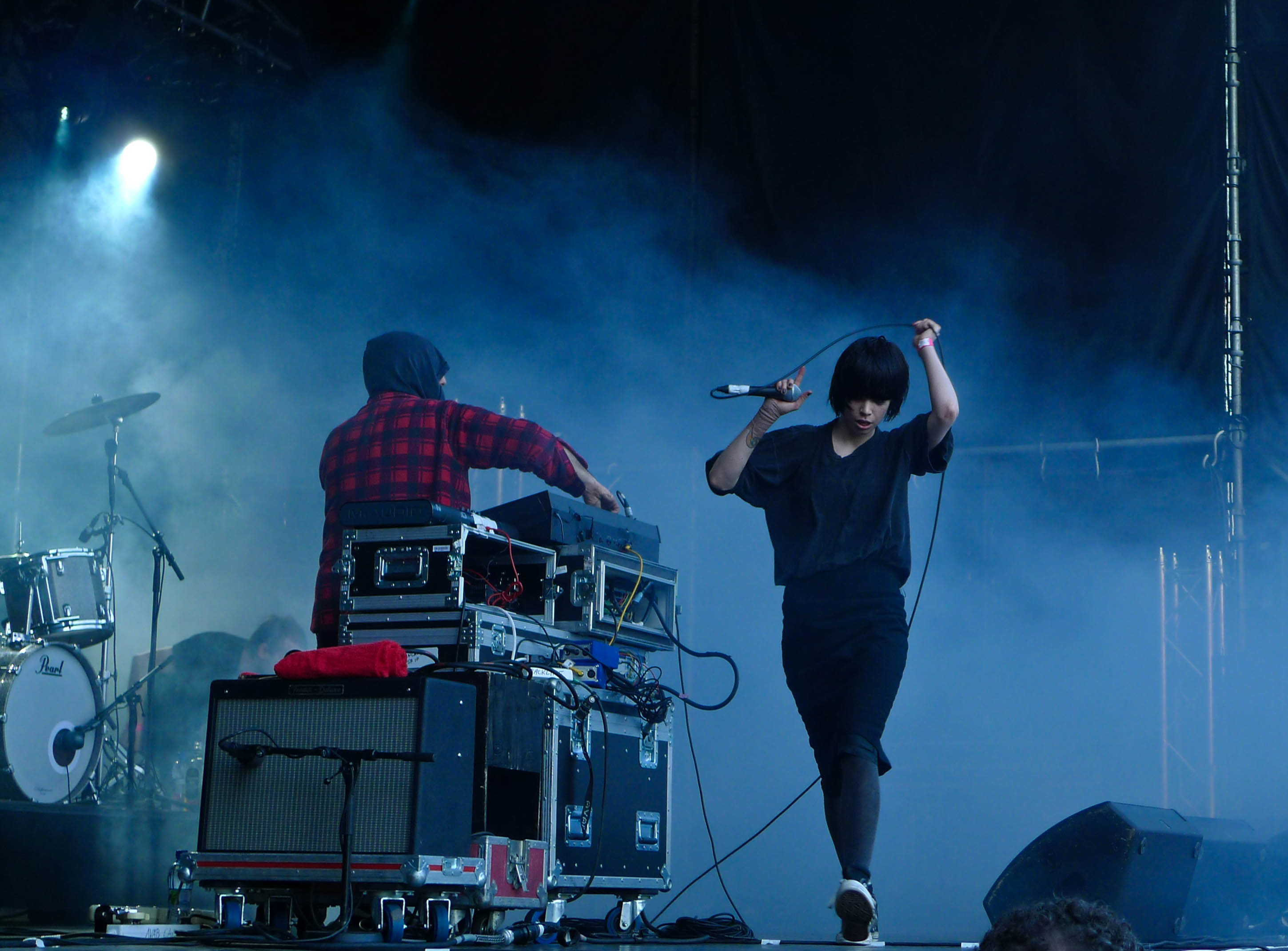
Виступ Crystal Castles в Осло, 2010

Гурт почав записувати свій другий альбом у різних місцях, зокрема в покинутій церкві в Ісландії, саморобній хатині на півночі Онтаріо, гаражі за покинутою аптекою в Детройті, а також в лондонській студії Пола Епворта. Про цей досвід Кет казав: «Я записав більшу частину альбому в найхолоднішу зиму за останні десятиліття в церкві без опалення в Ісландії. Було так холодно, що коли я переслуховую записи, то чую, як тремчу. Я вибрав його, тому що відчував, що це правильно». У грудні 2009 року Кет подарував вокалістці Еліс Ґласс CD-R з 70 інструментальними треками, для яких вона потім записала вокал на 35 композиціях.
Другий альбом гурту, випущений під різними назвами Crystal Castles, Crystal Castles (II) і просто (II), вийшов 24 травня 2010 року. З виходом другого альбому їхня музика стала більш естетичною і гостро сфокусованою, дедалі майстерніше змішуючи синті-поп і гучний рок. У квітні 2010 року стався витік раннього міксу альбому, що змусило лейбл випустити його раніше запланованої дати — червня. Першими двома синглами стали «Celestica» і «Baptism». Третій сингл, «Not in Love» за участю Роберта Сміта з гурту The Cure, став найпопулярнішим синглом гурту на той час.
На підтримку альбому група зіграла на фестивалях у Тренчині, Словаччина, у Новому Саду, Сербія, в Еммабуді, Швеція, в Уельсі в Англії і Мурсії, Іспанія. У листопаді 2010 року Crystal Castles провели повноформатний тур Великобританією і стали хедлайнерами фестивалю Hard Festival 2010.
У січні 2011 року Еліс зламала щиколотку і була змушена виступати на милицях, але група стала хедлайнером Shockwaves NME Awards Tour 2011 у Великобританії разом з гуртами Magnetic Man, Everything Everything і The Vaccines. Вони також виступили на фестивалі Ultra Music Festival 2011 в Маямі, данському музичному фестивалі NorthSide Festival в Орхусі і австралійському фестивалі Big Day Out.
Crystal Castles отримали нагороду Джона Піла за інновації на Shockwaves NME Awards 2011 — нагороду, якою відзначають гурт, що володіє новаторським духом і безкомпромісним підходом до музики. Наприкінці літа Rolling Stone назвав Crystal Castles іконами 20-річчя Lollapalooza.

### Вихід з гурту Еліс Ґласс

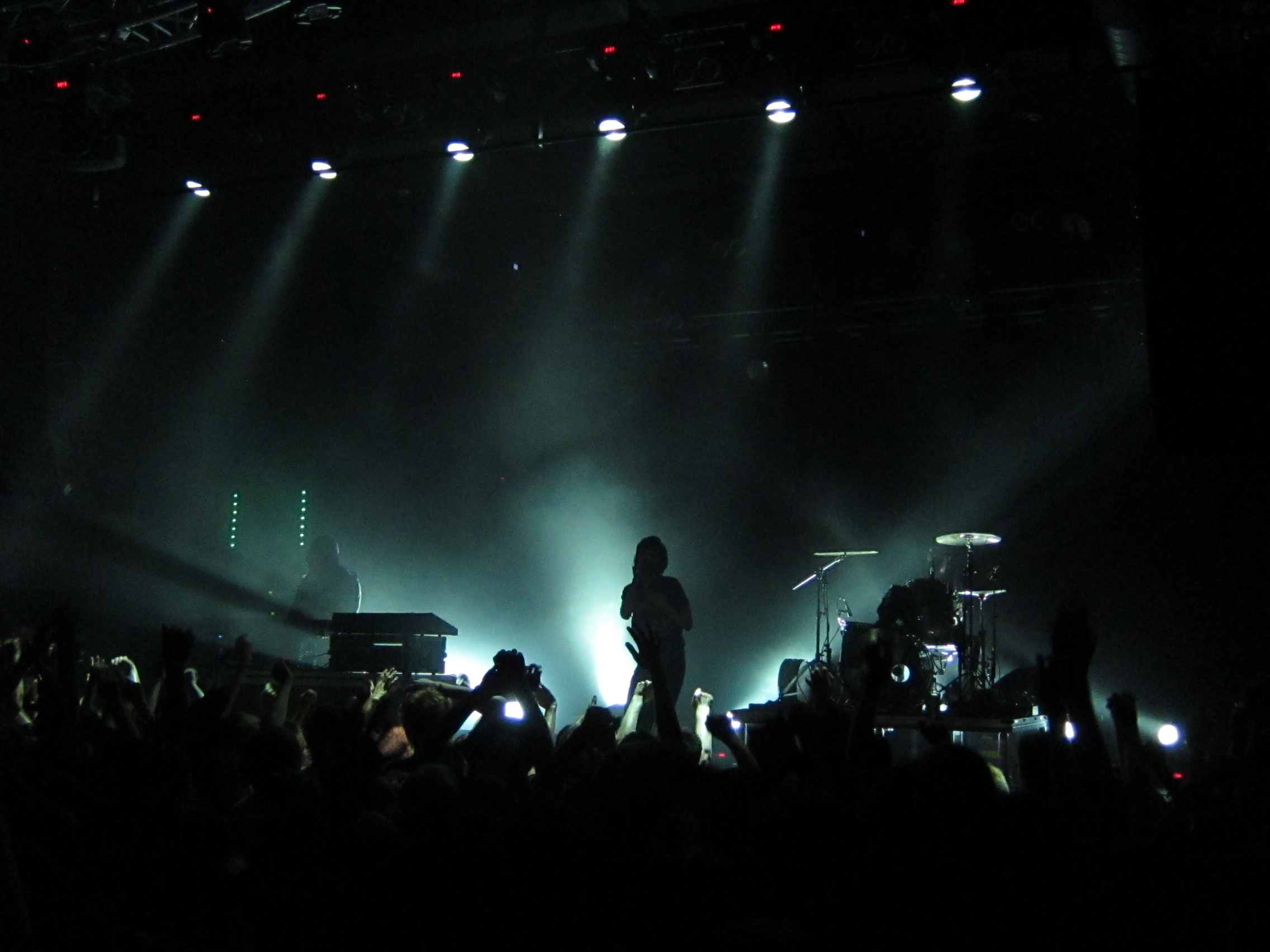
Виступ Crystal Castles в Гельсінкі, червень 2011

У березні 2012 року Crystal Castles оголосили про переїзд до Варшави, щоб розпочати запис свого третього альбому. Фанатське відео з виступу гурту 9 червня на фестивалі Parklife 2012 було завантажено на YouTube, де вперше з'явилася нова пісня «Plague», яка була випущена як перший сингл альбому 25 липня. 26 вересня гурт випустив другий сингл «Wrath of God». Гурт виступив на головній сцені фестивалю в Редінгу та Лідсі у 2012 році. Восени 2012 року Crystal Castles вирушили в турне Північною Америкою.
Альбом (III) вийшов 7 листопада. Під час запису третього альбому Кет вирішив відмовитися від використання комп'ютерів і від своїх старих синтезаторів і клавішних. Гурт записував кожен трек за один дубль. Це надало їхнім новим записам значно іншого звучання, менш відпрацьованого і більш оригінального. «Sad Eyes» став третім синглом альбому, випущеним у січні 2013 року. «Affection» був випущений як четвертий сингл у квітні 2013 року. Запланований п'ятий сингл, «Telepath», так і не був представлений.
На початку 2013 року було оголошено нові дати гастролей, зокрема повернення до Австралії для участі у фестивалі Big Day Out, а також поїздка до Колумбії для участі у фестивалі Estéreo Picnic Festival 2013 у Боготі. Після північноамериканської частини хедлайнерського туру гурт виступив на розігріві у Depeche Mode у турі The Delta Machine Tour, виступивши у Феніксі, Маунтін-В'ю, Санта-Барбарі, Сан-Дієго, Далласі і Х'юстоні.
У жовтні 2014 року у своєму пості на Facebook Еліс Ґласс оголосила, що залишає Crystal Castles, що з гуртом покінчено, і що вона має намір зайнятися сольною кар'єрою. У заяві вона зазначила, що робота в гурті скомпрометувала її зусилля, спрямовані на «щирість, чесність і співчуття до інших». Менеджер Crystal Castles запевнив шанувальників, що гурт продовжить свою діяльність без неї.

### Amnesty (I) і Едіт Френсіс
16 квітня 2015 року Ітан Кет випустив новий трек «Frail» з новою вокалісткою Едіт Френсіс. Пісня супроводжувалася підписом від Кет, який бажав Ґласс успіхів, але водночас стверджував, що вона не брала участі у записах відомих пісень гурту. Незабаром підпис був видалений, але Ґласс у відповідь назвала заяву Кет «маніпулятивною» і сказала, що вона допомагала формувати естетику гурту з самого початку. 2 липня 2015 року вийшла ще одна нова пісня, «Deicide». Перший живий виступ Crystal Castles з новою вокалісткою відбувся 27 листопада на фестивалі Soundswild в Йоганнесбурзі, ПАР.
Гурт відіграв два аншлагових концерти у Лондоні 23—24 лютого 2016 року, а незабаром після цього вирушив у фестивальний тур по США навесні 2016 року. Гурт був включений до оголошеного складу учасників заходу 79 Cents на SXSW, концертного шоукейсу, організованого Tumblr з метою привернути увагу до проблеми нерівності доходів жінок. В інтерв'ю The Verge Ґласс висловила свою думку, що Кет не підходить для виступу на феміністичному заході. Незабаром після цього гурт було вилучено зі складу учасників.
У липні 2016 року гурт випустив сингл «Char» і анонсував дванадцятитрековий альбом Amnesty (I), вихід якого було заплановано на 19 серпня на лейблі Fiction Records. Також було оголошено про світове турне, яке розпочнеться у вересні 2016 року.

### Планування нового альбому і звинувачення в сексуальному насильстві
У 2017 році гурт працював над наступним альбомом, Amnesty (II). Після успіху світового турне, на 2017 рік також було анонсовано північноамериканський тур.
У жовтні 2017 року під час туру гурту Ґласс опублікувала на своєму офіційному сайті заяву, в якій пояснила свій вихід з Crystal Castles, звинувативши Кета в сексуальному, фізичному та психічному насильстві. Звинувачення детально описують ситуації, які почалися, коли Ґласс було 15 років і вона почала записуватись з Кетом, і наростали до її остаточного вихіду з Crystal Castles. Кет відповів того ж дня у заяві, переданій журналу Pitchfork через свого адвоката, де він назвав звинувачення «чистою вигадкою» і сказав, що консультується зі своїми юристами щодо своїх правових варіантів, проте решта концертів туру по Північній Америці все ж була скасована.
Наступного місяця Кет подав до суду на Ґласс за наклеп, але в лютому 2018 року його позов було відхилено. У травні Ґласс отримала майже 21 000 доларів США у якості гонорару за послуги адвоката після того, як адвокати Кета намагалися скасувати рішення про відхилення його позову про наклеп проти Ґласс.

### Перерва і судова справа
З тих пір Crystal Castles неактивні, не випустили жодного нового матеріалу, не відіграли жодного концерту і навіть не надали жодних оновлень про свій статус після передчасного завершення туру. Після звинувачень Ґласс стало відомо, що багаторічний менеджер гурту Джеймс Сендом більше не працює з гуртом. 
21 грудня 2017 року поліцейський констебль поліції Торонто Еллісон Дуглас-Кук підтвердила, що Ітан Кет є об'єктом розслідування відділу сексуальних злочинів, яке наразі ведеться.
В інтерв'ю The Daily Beast Ґласс і ще чотири жінки заявили, що Кет сексуально домагався їх, коли вони були підлітками, а йому було близько двадцяти років. Дівчини заявили, що Кет використовував свою славу в гуртах Crystal Castles і Kïll Cheerleadër, щоб познайомитися з ними в юному віці, і що він скористався їхньою наївністю і постачав їм наркотики і алкоголь, щоб примусити їх до сексуальних актів.
Пізніше Ґласс дала інтерв'ю The Guardian, де розповіла про поведінку Кет, зазначивши, що він викинув її телефон з машини, що рухалася, вирвав їй волосся, збрехав про характер її травми ребра, а також кілька разів порушував приписи лікарів і змушував її виступати після того, як вона отримала струс мозку. Кет також утримував паспорт Ґласс і контролювала її фінанси, не дозволяючи їй мати власний мобільний телефон або кредитну картку до тих пір, поки за кілька років до її виходу з гурту. Ґласс також згадувала, що якщо вона коли-небудь думала покинути Crystal Castles, Кет погрожував замінити її кимось, «хто краще співає і хто буде миритися з набагато гіршим, ніж вона». Дізнавшись, що Кет чинив подібні дії по відношенню до інших жінок, Ґласс відчула, що її обов'язком було заявити про це.

## Інциденти

### Порушення авторських прав

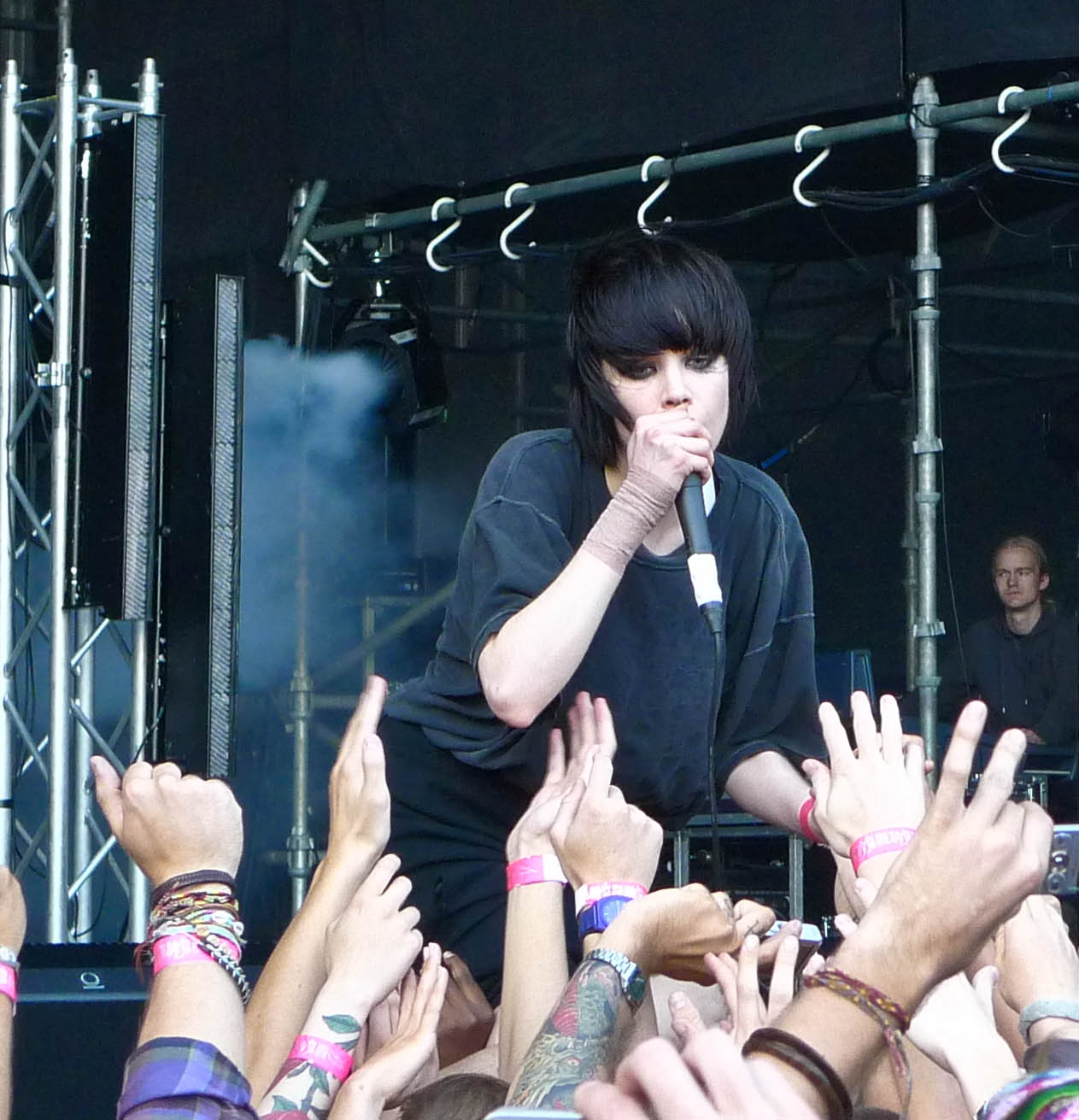
Еліс Ґласс під час виступу Crystal Castles в Осло, 2010

В середині 2008 року Pitchfork і блог Torontoist опублікували інформацію про використання Crystal Castles роботи Тревора Брауна без його дозволу. Зображення співачки Мадонни з підбитим оком було використано як логотип гурту. Питання було вирішено після того, як гурт викупив у Брауна права на використання зображення.
В одному з перших невиданих демо-записів Кет використав семпл без дозволу. Через кілька років його лейбл знайшов цей трек і завантажив його на сторінку лейблу на MySpace без дозволу Кет і без посилання на оригінальну пісню, в якій був використаний семпл. У треку «Insectica» (версія CC vs Lo-Bat) використані фрагменти з пісні Lo-bat «My Little Droid Needs a Hand», випущеної під ліцензією Creative Commons. Інший трек, «Love and Caring», використовує семпли барабанів і малого барабана з пісні гурту Covox «Sunday».

### Інциденти під час концертної діяльності
У березні 2008 року Еліс Ґласс зламала два ребра в автомобільній аварії і продовжувала тур, відіграючи 20-хвилинний сет протягом кількох днів одразу після аварії, незважаючи на вказівку лікарів взяти 6-тижневу відпустку для одужання. Виступ Crystal Castles було завершено раніше запланованого часу на фестивалі Гластонбері-2008, після того як Ґласс залізла на колонку перед треком «Alice Practice» і була вихоплена натовпом під час виконання пісні «Yes No».
У 2011 році протягом 5 місяців Ґласс виступала на милицях, в шині, яку їй наклали на щиколотку, пошкоджену при падінні.
У 2013 році на фестивалі в Гластонбері Crystal Castles почали виступ із запізненням на 20 хвилин відносно запланованого часу. Еліс була помітно нездорова, що стало очевидним коли на початку виконання треку «Plague» вона сіла на сцені, обхопивши голову руками. За інформацією журналу New Musical Express, Еліс постраждала від харчового отруєння, але вважала за краще виступати незважаючи ні на що.

## Учасники
| Поточні учасники - Ітан Кет — інструменти, продюсер (з 2004); - Едіт Френсіс — вокал (з 2015). | Колишні учасники - Еліс Ґласс — вокал (2006–2014). |

| Концертні учасники - Крістофер Чартранд — ударні (з 2006). | Колишні концертні учасники - Камерон Фіндлей — ударні (2007–2008); - Майк Белл — ударні (2008–2009); - Том Каллен — ударні (лютий 2008). |

## Дискографія

#### Студійні альбоми
- 2008 — Crystal Castles
- 2010 — Crystal Castles (II)
- 2012 — (III)
- 2016 — Amnesty (I)

#### Міні-альбоми
- 2006 — Alice Practice
- 2010 — Doe Deer

## Відеографія
- 2007 — Crimewave (реж. The Beta Movement)
- 2007 — Air War (реж. Мітч Стреттон)
- 2007 — Alice Practice (реж. Робін Луома)
- 2008 — Magic Spells (реж. Video Marsh)
- 2008 — Courtship Dating (реж. Марк Паноццо)
- 2010 — Celestica (реж. Роб Хокінсі)
- 2010 — Baptism (реж. Роб Хокінсі)
- 2012 — Suffocation (реж. Ітан Кет)
- 2012 — Plague (реж. Іван Ґрбін)
- 2013 — Sad Eyes (реж. Ітан Кет)
- 2013 — Affection (реж. Стівен Егнью)
- 2016 — Concrete (реж. Ітан Кет)